# Castello–Molina di Fiemme
Castello–Molina di Fiemme, németül: Kastell im Fleimstal település Olaszországban, Trento megyében. Lakosainak száma 2351 fő (2023. január 1.). Castello–Molina di Fiemme Anterivo, Capriana, Ville di Fiemme, Cavalese, Pieve Tesino, Telve és Valfloriana községekkel határos.

## Népesség
A település népességének változása:
| Lakosok száma | 2277 | 2307 | 2351 |
|               | 2017 | 2018 | 2023 |